# 貝京主義

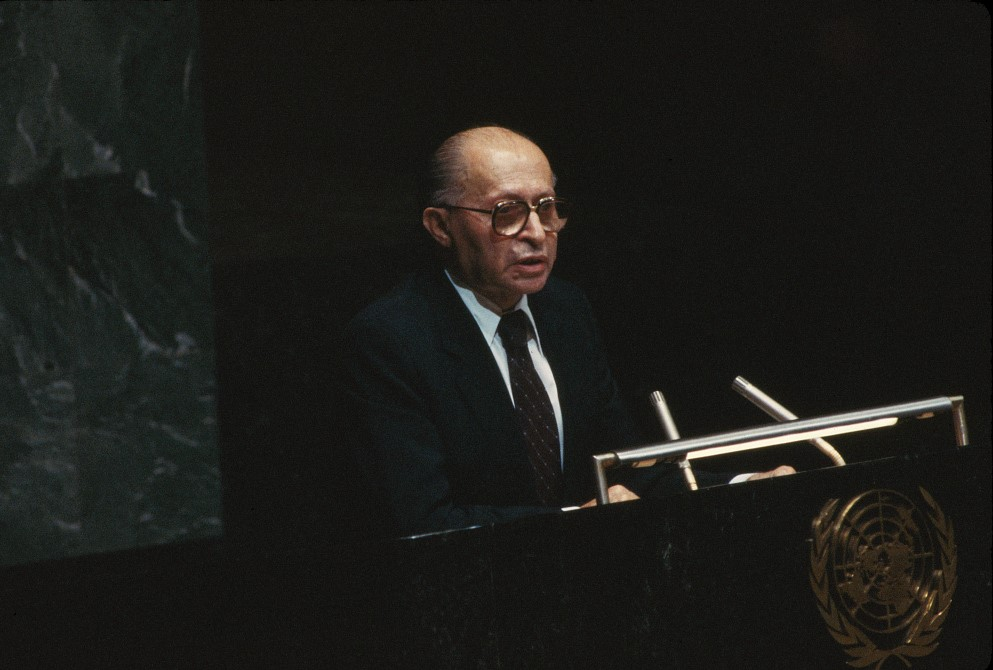
1982年，梅納赫姆·貝京在聯合國大會上的演講

貝京主義（希伯來語：דוקטרינת בגין）是以色列政府針對潛在敵對國家發展大規模殺傷性武器，特別是核武器，所採取的先發制人打擊與防擴散政策。這項戰略理念可追溯至1960年代初的「達摩克利斯行動」，而針對伊拉克核子計劃的秘密與外交行動，則是在1970年代中期由時任以色列總理伊扎克·拉賓政府發起。

## 歌劇行動
1981年6月，以色列總理梅納赫姆·貝京於空襲伊拉克歐西拉克核反應堆的「歌劇行動」後，正式提出這一主義。至今，「貝京主義」仍然是以色列國防政策的重要核心。以色列政府當時就此次行動發表聲明指出：「我們絕不會讓敵人有機會發展可用來對付以色列人民的大規模殺傷性武器。我們將在適當時機，動用一切可用手段，保護以色列公民的安全。」
襲擊發生兩天後，總理梅納赫姆·貝京在特拉維夫召開一場極具戲劇性的記者會，主動承擔整項行動的責任，形容行動執行「極其出色」，並在道德及法律層面上為其辯護。他稱這次空襲是「預防性自衛的最佳體現」。貝京傳達的核心訊息是：空襲歐西拉克（伊拉克核子反應堆）並非一次性的軍事打擊，而是一項攸關國家安全的長遠承諾。他在記者會尾聲發表以下言論：
「我們選擇現在出手，而非日後，因為將來可能為時已晚，甚至永遠喪失機會。如果我們當時袖手旁觀，讓時間過去兩年、三年，最多四年，薩達姆·侯賽因就可能製造出三、四、甚至五枚核彈……到那時，以色列這個國家和人民將再度陷入滅絕的命運，在歷經大屠殺之後，再次面臨另一場浩劫。這樣的悲劇，絕不能再發生！絕不能再發生！請向你的朋友傳達，向你遇見的每一個人說明，我們會不惜一切代價保護我們的人民，不會容許任何敵人發展針對我們的大規模殺傷性武器。」
1981年6月15日，貝京在美國電視節目《面對國家》受訪時重申這項原則：「這次行動將成為未來所有以色列政府的先例……任何一位日後的以色列總理在類似情況下，必定也會作出同樣決定。」
空襲行動及以色列政府的後續評論引起多國反彈，聯合國安全理事會隨即一致第487號決議，明確譴責是次空襲。

## 框外行動
2007年，以色列在總理埃胡德·奧爾默特任內發動「框外行動」，空襲敘利亞一座疑似核設施，延續「貝京主義」的戰略原則。這次行動最耐人尋味之處，是國際社會在事後幾乎完全沒有對以色列作出評論或批評。這種反應與1981年以色列轟炸伊拉克核設施後引發的廣泛國際譴責截然不同。各國政府之所以選擇沉默，可能與當時缺乏公開資訊有關。以色列政府幾乎在空襲完成後立即實施全面新聞封鎖，封鎖期長達7個月。美國方面則要求所有掌握行動情報的官員嚴守機密。敘利亞政府最初未有作出任何回應，後來則否認被襲擊的設施為核子目標。即使美國中央情報局於2008年4月對外公開相關情報，國際社會依然保持沉默。

## 伊朗核計劃
自2009年起，「貝京主義」再度被應用於應對伊朗核計劃，以色列總理本雅明·內塔尼亞胡將此列為國家安全的首要威脅。在他的領導下，包括國防部長埃胡德·巴拉克與副總理摩西·亞阿隆等多位核心官員，多次公開指出，不論是已擁核或僅具備核武研發能力的伊朗，對以色列而言都是無法接受、攸關存亡的威脅。以色列社會幾乎一致認為必須阻止伊朗取得核武，但在如何達成目標方面，國內決策層出現深刻分歧。在美國與歐洲選擇透過經濟制裁與外交途徑施壓之際，以色列政府則展開一系列秘密行動，包括發動電腦病毒攻擊、刺殺伊朗關鍵核科學家，以及針對核設施的空襲，務求延緩其核計劃進度。